# Saint-Martin-Choquel
Saint-Martin-Choquel település Franciaországban, Pas-de-Calais megyében. Lakosainak száma 444 fő (2022. január 1.). Saint-Martin-Choquel Selles, Bécourt, Courset, Lottinghen, Menneville és Vieil-Moutier községekkel határos.

## Népesség
A település népessége az elmúlt években az alábbi módon változott:
| Lakosok száma | 467  | 471  | 481  | 482  | 474  | 473  | 463  | 454  | 444  |
|               | 2013 | 2015 | 2016 | 2017 | 2018 | 2019 | 2020 | 2021 | 2022 |